# Komory na Letnich Igrzyskach Paraolimpijskich 2012
Komory na Letnich Igrzyskach Paraolimpijskich 2012 w Londynie reprezentował 1 zawodnik w 1 konkurencji. 
Dla reprezentacji Komorów występ na Letnich Igrzyskach Paraolimpijskich 2012 w Londynie był debiutem w imprezie sportowej tej rangi.

## Kadra

### Pływanie
Mężczyźni
| Zawodnik             | Konkurencja         | Kwalifikacje | Kwalifikacje | Finał                  | Finał                  |
| Zawodnik             | Konkurencja         | Czas         | Poz.         | Czas                   | Poz.                   |
| -------------------- | ------------------- | ------------ | ------------ | ---------------------- | ---------------------- |
| Hassani Ahamada Djae | 50m st. dowolnym S9 | DSQ          | DSQ          | Nie zakwalifikował się | Nie zakwalifikował się |